# Brownsville (Texas)
Brownsville è un comune (city) degli Stati Uniti d'America e capoluogo della contea di Cameron nello Stato del Texas. La popolazione era di 175023 abitanti al censimento del 2010, il che la rende la 16ª città più popolosa dello stato. Si trova sulla punta meridionale del Texas, sulla sponda settentrionale del Rio Grande, direttamente a nord e al di là del confine con la città di Matamoros nel Messico.

## Geografia fisica
Secondo lo United States Census Bureau, la città ha una superficie totale di 378,87 km², dei quali 342,73 km² di territorio e 36,13 km² di acque interne (9,54% del totale).

## Società

### Evoluzione demografica
Secondo il censimento del 2010, la popolazione era di 175 023 abitanti.

### Etnie e minoranze straniere
Secondo il censimento del 2010, la composizione etnica della città era formata dall'87,98% di bianchi, lo 0,41% di afroamericani, lo 0,35% di nativi americani, lo 0,68% di asiatici, lo 0,02% di oceanici, il 9,1% di altre etnie, e l'1,46% di due o più etnie. Ispanici o latinos di qualunque etnia erano il 93,19% della popolazione.